# 圓山重直
圓山 重直（まるやま しげなお、1954年11月 - ）は、日本の工学者。熱工学と流体工学を専門とし、東北大学名誉教授、八戸工業高等専門学校校長。学位は工学博士（東北大学・1983年）。
東北大学流体科学研究所教授、ディスティングイッシュトプロフェッサー、副理事、日本伝熱学会理事副会長などを歴任した。紫綬褒章受章者（2012年）。

## 人物・来歴
1954年11月に新潟県新潟市に生まれ、幼稚園から高校まで新潟県新発田市で育つ。新潟県立新発田高等学校を卒業後、東北大学工学部に入学した。
大学1年生の時、リリエンタール型の複葉ハンググライダーを友人たちと設計製作し、大学2年生の時に試験飛行を行った。
卒業論文で、村井等東北大学流体科学研究所教授に師事し、博士論文までセイルウイングの研究を行った。
その間、ロンドン大学・インペリアルカレッジに留学し、P.Bradshaw教授に師事して風車の研究を行った。
博士取得後、東北大学高速力学研究所助手として相原利雄教授の研究室に所属し、研究者としてのキャリアーをスタートした。
熱工学・流体工学を中心に幅広いテーマの研究を行った。
特に、ふく射エネルギーの伝播に関する研究では、ナノ構造体からの熱放射の空洞量子効果を初めて実験的に明らかにし、ナノ粒子を用いたふく射制御を提案した。
地球環境のふく射伝熱の研究で、ナノ粒子を成層圏に散布して地球温暖化を抑制する研究を行い、粒子の散布方法も提案した。
Stommelの永久塩泉の原理を初めて海洋実験で実証し、深層水のくみ上げによる海洋砂漠の肥沃化（ラピュタプロジェクト）を推進した。
また、二酸化炭素を排出しない新しい発電システムに着目し、CCS（二酸化炭素回収貯留）に向けた二酸化炭素の海中輸送法を提案した。
さらに、海洋メタンハイドレートによる二酸化炭素低排出発電システムの研究も行っている。
多くの著書を執筆し特許を取得しているが、日本機械学会のJSMEテキストシリーズ「熱力学」（2002年)と「伝熱工学」(2005年)は、機械工学の分野での標準テキストとなっている。2011年に発生した福島第一原子力発電所事故に対して、事故直後から独自の熱流動解析を行い、事故解析データと事故の早期収束への提言を発信し続けた。
この事故経過を分かりやすく解説した小説 や学術論文も出版している。また、2007年より日経産業新聞社のコラム記事「テクノオンライン」および「テクノサロン」の執筆を担当し、科学技術の啓蒙活動を続けている。

## 略歴
- 1973年 新潟県立新発田高等学校卒業
- 1977年 東北大学工学部機械工学第二学科卒業
- 1979年 ロンドン大学インペリアル・カレッジ 航空工学科修士課程修了（科学修士およびThe Diploma of Membership)
- 1980年 東北大学大学院工学研究科機械工学専攻修士課程修了
- 1983年 東北大学大学院工学研究科機械工学専攻博士課程修了（工学博士）
- 1983年 東北大学高速力学研究所助手
- 1988年 パデュー大学機械工学部客員研究員
- 1989年 東北大学高速力学研究所助教授
- 1997年 東北大学流体科学研究所教授
- 2003年 21世紀COEプログラム「流動ダイナミックス国際研究教育拠点」拠点リーダー
- 2006年 東北大学教育研究評議会評議員
- 2006年 東北大学総長特別補佐
- 2008年 グローバルCOEプログラム「流動ダイナミクス知の融合教育研究世界拠点」拠点リーダー
- 2008年 東北大学ディスティングイッシュト プロフェッサー
- 2012年 東北大学副理事
- 2015年 東北大学ディスティングイッシュト プロフェッサー
- 2016年 国立応用科学院リヨン校客員教授
- 2017年 東北大学名誉教授
- 2017年 八戸工業高等専門学校校長
- 2023年 八戸工業高等専門学校名誉教授

## 受賞
- 1989年 日本機械学会賞 奨励賞
- 1995年 機器研究会 流体科学研究賞
- 1998年 日本伝熱学会賞 学術賞
- 1999年 科学計測振興会賞
- 1999年 日本機械学会賞 論文賞
- 2001年 日本機械学会東北支部 技術研究賞
- 2001年 日本機械学会 熱工学部門 業績賞
- 2001年 日本AEM学会賞 技術賞
- 2002年 日本伝熱学会賞 技術賞
- 2003年 日本機械学会熱工学部門 貢献表彰
- 2012年 日本機械学会熱工学部門 功績賞
- 2012年 紫綬褒章
- 2014年 日本機械学会賞 論文賞
- 2015年 Elsevier研究ビデオ賞
- 2019年 日本機械学会ロボティックス・メカトロニックス部門ROMOMECH表彰

## 主な著作・論文・特許

### 著作

#### 単書
- 『光エネルギー工学』養賢堂 2004年
- 『小説 FUKUSHIMA』養賢堂 2012年
- 『みんなの熱科学―10分でわかる熱とエネルギーの話―』東北大学出版会 2016年

#### 共書
- 『JSMEテキストシリーズ 熱力学』日本機械学会 2002年
- 『JSMEテキストシリーズ 伝熱工学』日本機械学会 2005年
- 『Nano-Mega Scale Flow Dynamics in Energy Systems』東北大学出版会 2008年

### 論文

#### 単書
- Shigenao Maruyama, "Radiation heat transfer between arbitrary three-dimensional bodies with specular and diffuse surfaces" ,Numerical Heat Transfer Part A Vol. 24, pp. 181-196, (1993).
- Shigenao Maruyama, "Radiative heat transfer in anisotropic scattering media with specular boundary subjected to collimated irradiation", International Journal of Heat and Mass Transfer, Vol. 41, pp. 2847-2856, (1998).
- Shigenao Maruyama, “Concept design of linear-motor-accelerated projectile for nanoparticle dispersion in stratosphere”,Thermal Science and Engineering Progress, Vol. 15, No.100437, (2020).
- Shigenao Maruyama, “Validation of unit 1 of the Fukushima Daiichi nuclear power plant during its accident”, Global Journal of Researches in Engineering: E, Vol. 21, (2021).

#### 共書
- S. Maruyama, and T. Aihara, "Radiation heat transfer of arbitrary three-dimensional absorbing, emitting and scattering media and specular and diffuse surfaces",Journal of Heat Transfer, Vol. 119, pp. 129-136, (1997).
- S. Maruyama, T. Kashiwa, H. Yugami, and M. Esashi, "Thermal radiation from tow-dimensionally confined modes in microcavities", Applied Physics Letters, Vol. 79, pp. 1393-1395, (2001).
- Shigenao Maruyama, Kentaro Ohno, Atsuki Komiya, and Seigo Sakai, "Description of the adhesive crystal growth under normal and micro-gravity conditions employing experimental and numerical approaches", Journal of Crystal Growth, Vol. 245, pp. 278-288, (2002).
- Shigenao Maruyama, Takashi Yabuki, Tetsuya Sato, Kotaro Tsubaki, Atsuki Komiya, Mikihiko Watanabe, Hiroshi Kawamura, and Katsumi Tsukamoto, "Evidences of increasing primary production in the ocean by Stommel’s perpetual salt fountain", Deep-Sea Research Part I, Vol. 58, pp. 567-574, (2011).
- Shigenao Maruyama, Koji Deguchi, Masazumi Chisaki, Junnosuke Okajima, Atsuki Komiya, and Ryo Shirakashi, "Proposal for a low CO2 emission power generation system utilizing oceanic methane hydrate", Energy, Vol. 47, pp. 340-347, (2012).
- Shigenao Maruyama, Takeshi Nagayama, Hiroki Gonome, and Junnosuke Okajima, "Possibility for controlling global warming by launching nanoparticles into the stratosphere", Journal of Thermal Science and Technology, Vol. 10, p. JTST0022, (2015).
- Shigenao Maruyama and Shuichi Moriya, “Newton’s law of cooling: Follow up and exploration”, International Journal of Heat and Mass Transfer, Vol. 164, No. 120544, (2021).

### 特許
- 繊維体又は多孔質体を用いた能動熱遮断方法, 圓山重直, 特願平1-176596, 特許2905501.
- 液体二酸化炭素輸送システムおよび液体二酸化炭素拡散方法, 圓山重直, 特願2004-246513、特許456887.
- ミクロ空洞共振を利用した水蒸気改質反応方法及びそのための水蒸気改質反応装置, 圓山重直, 湯上浩雄, 田中信太郎, 穂積良和, 特願2005-098250, 特許4814541.
- 二酸化炭素低排出発電方法及びシステム, 圓山重直, 小宮敦樹, 知崎正純, 白樫了, 特願2009-57193、特許5366300.
- 無動力原子炉冷却システム, 圓山重直, 特願2011-127497, 特許5842218.
- 多機能画像取得装置およびそのプリズム, 圓山重直, 庄司衛太, 岡島淳之介, 江目宏樹, 川村博, 特願2015-084731, 特許6576084.